# 大日橋
大日橋（だいにちばし）は、富山県富山市と中新川郡立山町の常願寺川両端を結ぶ富山県道3号富山立山魚津線の道路橋梁である。
橋の名称は、両岸の地域名である「大島」と「日置」の各頭文字をとったのが由来である。
完成当時、橋の鉄骨は珊瑚色、ガードレールは水色であった。現在は鉄骨部分が水色に塗装されている。
夜間の照明設備も取り入れられている。

## 概要
- 左岸：富山県富山市大島（大中島）[4]
- 右岸：富山県中新川郡立山町日置[4]
- 道路の路線名：富山県道3号富山立山魚津線（現橋完成当時は県道富山五百石線という路線名であった[3]）
- 橋長：540.2 m[1]
- 幅員：6.5 m[1]（2車線[3]）
- 構造：ケルバートラス橋[1]
- 請負業者：佐藤工業、川田工業[3]
- 総工費：3億9,500万円[3]

## 沿革
- 1903年（明治36年） - 私設の木桁橋を架設。当初は賃取橋であった[4][5]。また、この時代の橋は高さが低く、足の部分の半分まで川の水に浸っている状態であった[6]。
- 1923年（大正12年） - 利用度が高く腐朽著しいため県費で架け替えを実施[4][5]。
- 1947年（昭和22年）4月 - 富山県の直営で再度架け替え工事に着手[7]。
- 1949年（昭和24年）5月4日 - 延長446.5m、幅員4.5m、高さ5m、二重張りの木橋に架け替えられる（総工費は6千万円）[7]。
- 1962年（昭和37年） - 現在の橋が着工。この時点では1966年（昭和42年）3月に完成予定とされていた[8]。
- 1965年（昭和40年）9月25日 - 現在の橋に架け替えられ、9月27日午前10時に開通式が行われた[4][3]。これにより全長が100 m延び、車道幅も7 mに拡大された[2]。
- 1986年（昭和61年）7月28日 - 下流側に幅員2.5 mの自転車歩行車専用道を増設（完成式は同年7月30日。なお、利用自体は同年6月11日から始まっていた）[2][9]。